# Баштуг, Тюркан
Тюркан Орс Баштуг (1900 — 27 сентября 1975) — турецкий педагог и политик. Одна из первых 18 женщин, избранных в парламент Турции.

## Биография
Родилась в стамбульском районе Ускюдар в семье Мехмета Сабри и его жены Абиде. После окончания школы Безмиалем изучала философию в Стамбульском университете. Окончила его в 1925 году, став одной из первых выпускниц кафедры философии.
После принятия в 1934 году закона о фамилиях взяла фамилию «Баштуг». В 1937 году вышла замуж за Бекира Иззета Орса, их брак продлился до 1946 года.

### Карьера
Сразу после окончания университета преподавала в Босфорском лицее социологию, психологию, логику и метафизику. Какое-то время занимала должность директора женской части лицея. Одновременно с работой в Босфорском лицее недолгое время преподавала в женском педагогическом колледже в 1927 году и в стамбульском женском лицее в 1930 году.
В ходе реформ Ататюрка были расширены права женщин, в 1934 году они получили право голосовать и быть избранными в парламент. После этого Баштюг решила попробовать себя в политике, для этого ей пришлось уволиться с должности учительницы. В результате парламентских выборов, прошедших в 1935 году, Тюркан Баштюг была избрана членом Великого национального собрания от республиканской народной партии и стала одной из первых 18 женщин-парламентариев Турции .
В 1935 году Баштуг составила для парламента отчёт о состоянии дел в её избирательном округе. В отчёте сообщалось, что необходимо способствовать расселению живущих вдоль побережья племён, осуществить осушение болот, способствовавших распространению малярии, провести переподготовку деревенских учителей, а также восстановить расположенную в Элмалы мечеть, создание которой приписывается самому Синану.
Помимо работы в парламенте, Баштуг принимала участие в 12-м международном конгрессе женщин, проходившем в Стамбуле с 12 по 26 апреля 1935 года, и произнесла там речь «Права и обязанности гражданки». 25 мая 1935 года она была избрана резервным членом Турецкой ассоциации аэронавтики.
Неоднократно переизбиралась, занимала пост члена парламента до 1943 года. В период одного из избирательных сроков входила в состав парламентского комитета по образованию.
Поскольку в ходе реформ Ататюрка ношение хиджаба было запрещено, Баштуг носила шляпу.
После окончания политической карьеры возобновила преподавательскую деятельность. С 4 августа 1943 года по 5 октября 1963 года преподавала в Анкарском лицее имени Ататюрка.
Умерла 27 сентября 1975 года.